# Radarturm

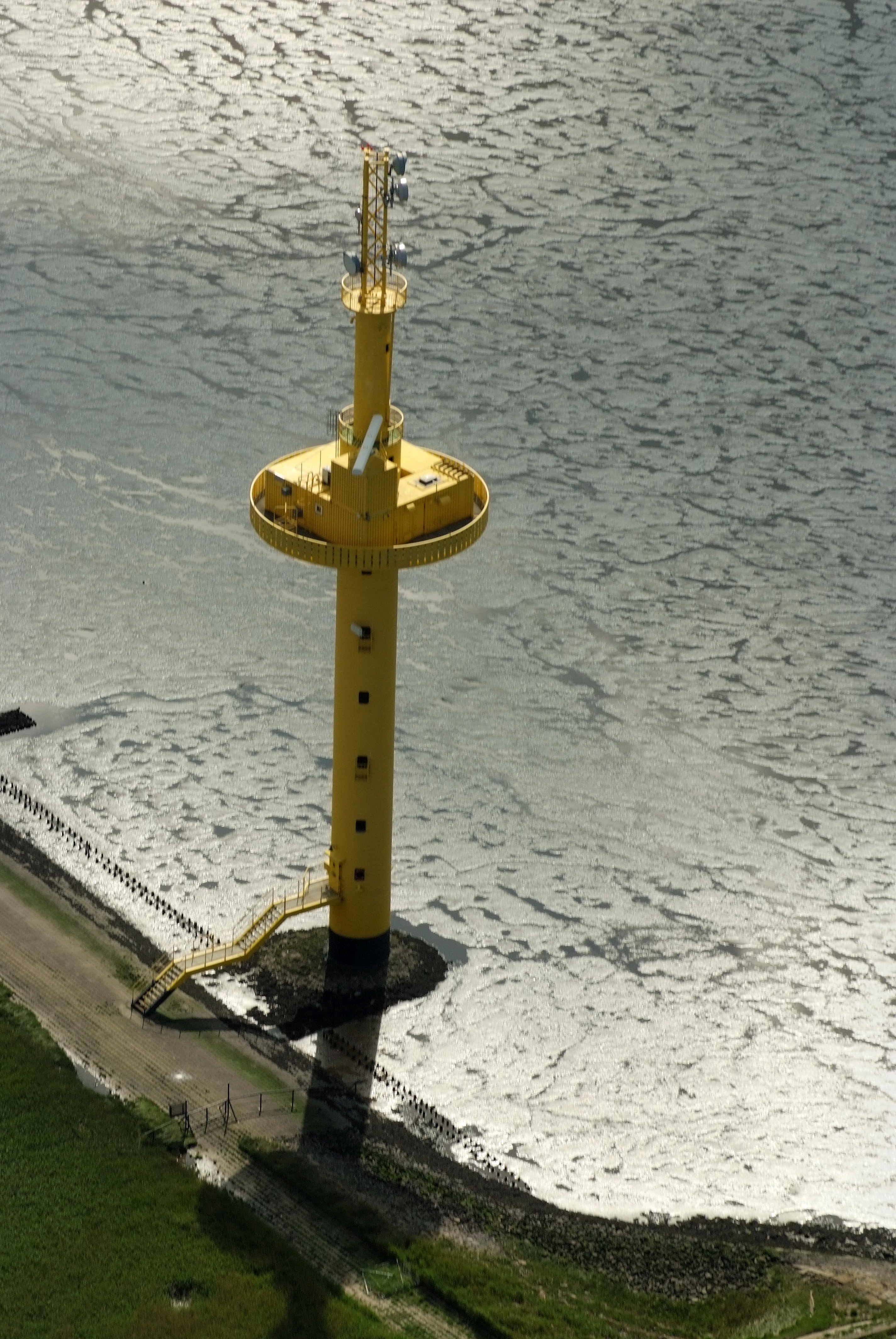
Radarturm auf Langlütjen I

Ein Radarturm dient der Unterbringung einer Radaranlage zur Erfassung von Flugzeugen oder Schiffen.

## Funktion
Charakteristisch ist die sich ständig drehende Parabolantenne der Anlage. Wird diese durch ein Radom vor Witterungseinflüssen geschützt, ist die Antenne von außen nicht sichtbar. Es gibt auch Anlagen mit elektronischer Strahlschwenkung ohne bewegliche Antenne.
Für die überregionale Flugverkehrskontrolle der Luftraumüberwachung sind im Bundesgebiet sechs En-route-Radaranlagen an speziellen Punkten aufgebaut. Die hier gewonnenen Daten werden in das zivile RADNET eingespeist und zu allen zivilen und militärischen Kontrollzentren übertragen. 
Idealerweise steht ein Radarturm auf einer erhöhten Position, da dies den Elevationswinkel verringert und den Erfassungsbereich des Radargerätes vergrößert. In Ermangelung einer erhöhten Position werden Radartürme verwendet.
Der Einsatzführungsdienst der Luftwaffe verwendet Radartürme für die stationären Radaranlagen der Einsatzführungsbereiche.